# Галантная сцена

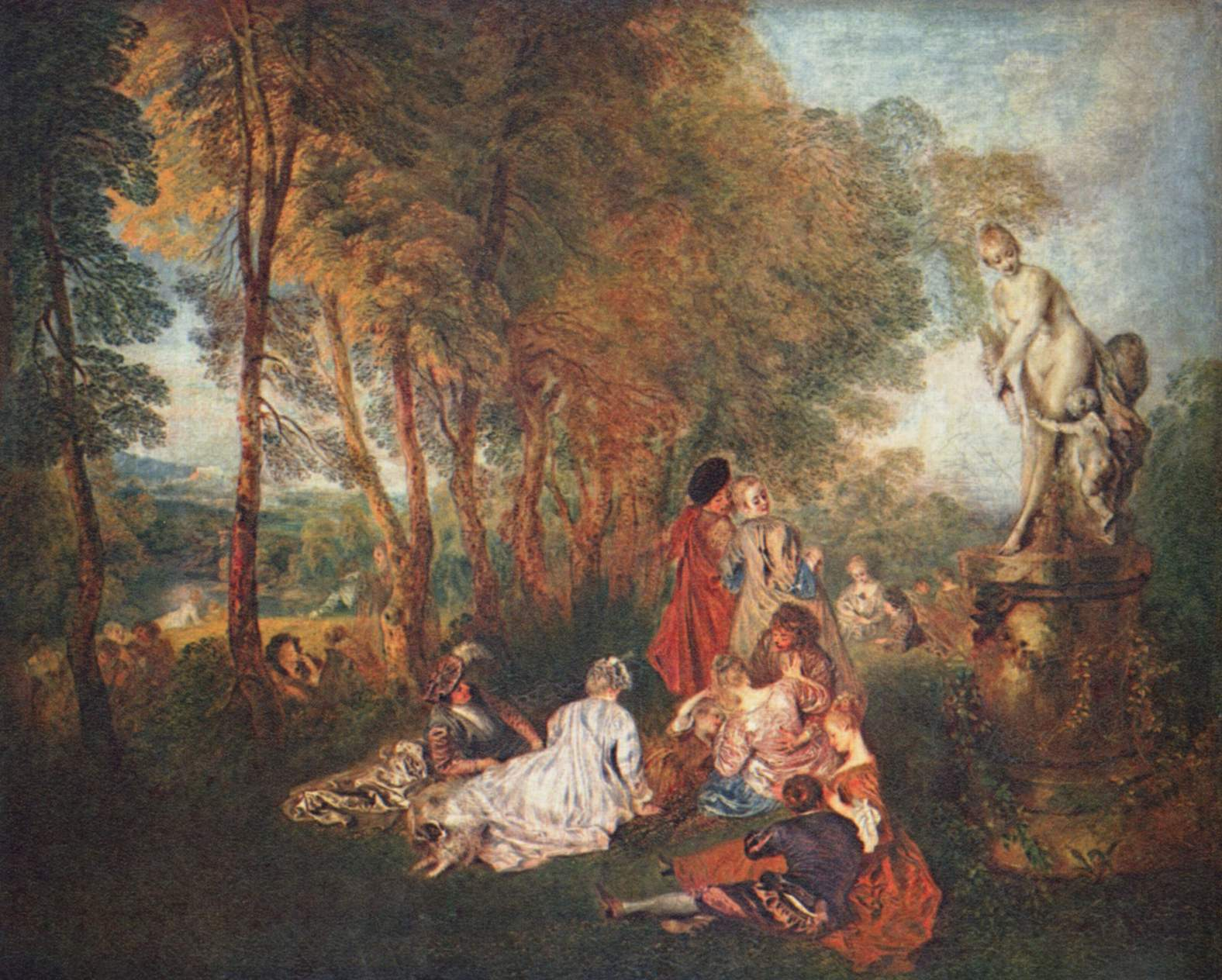
Антуан Ватто. Праздник любви. Между 1716 и 1719 гг. Галерея старых мастеров, Дрезден

Гала́нтная сцена, Галантные празднества (фр. Scène galante, фр. Fêtes galantes) — жанр в изобразительном и декоративно-прикладном искусстве XVIII века, основанный на пасторальных темах и идеализации сюжетов из светской (в частности — придворной) жизни. Основная особенность «Галантного жанра» — элегические, лирические, идиллические настроения, лёгкая ирония и эротизм.

## Происхождение термина

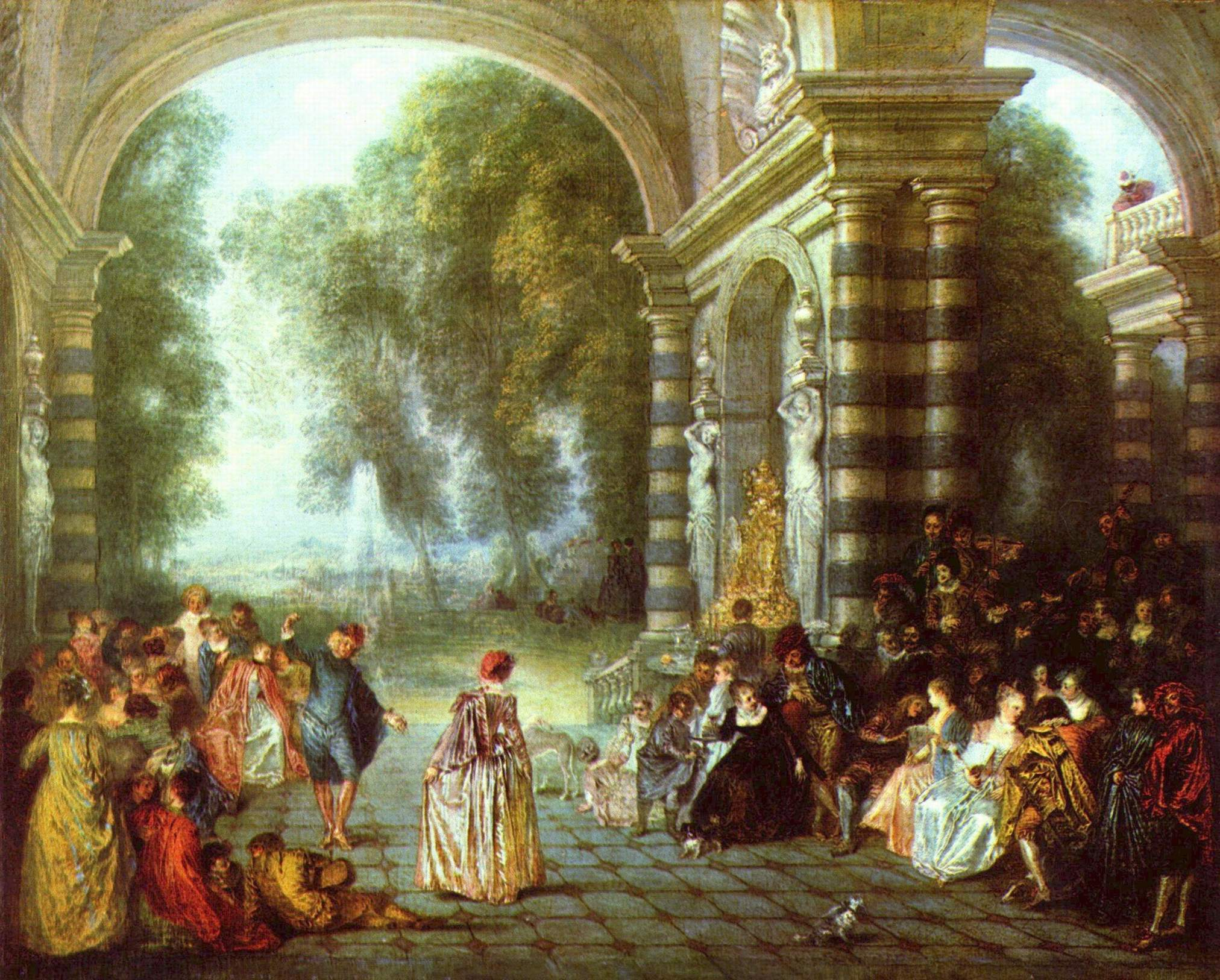
Антуан Ватто. Удовольствия бала (Бал под колоннадой). Ок. 1717 г. Далиджская картинная галерея

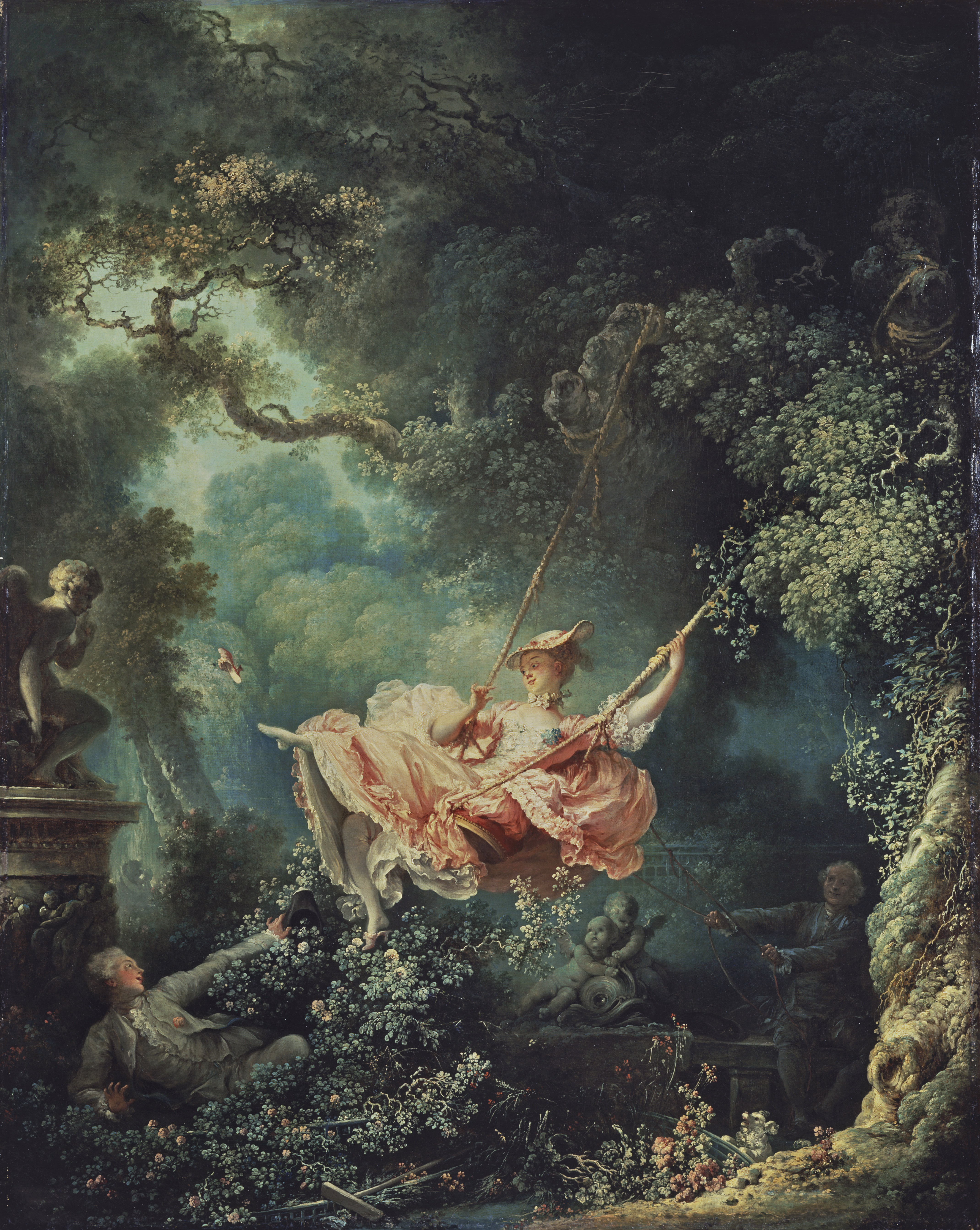
Ж.-О. Фрагонар. Счастливые возможности качелей. 1767—1768. Собрание Уоллеса, Лондон

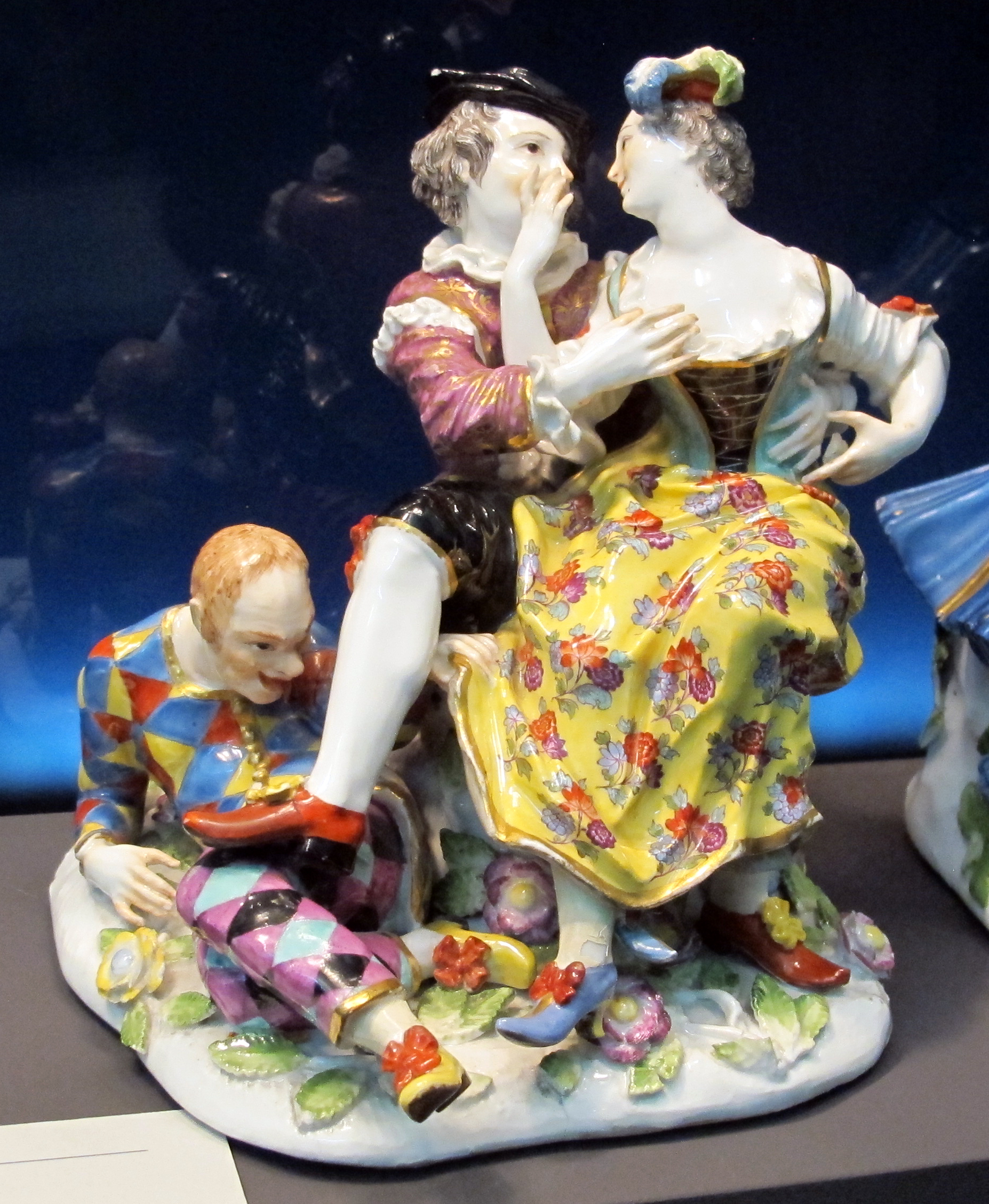
Галантная сцена с арлекином. Ок. 1740. Фарфор, роспись. Майссен. Модель И. И. Кендлера

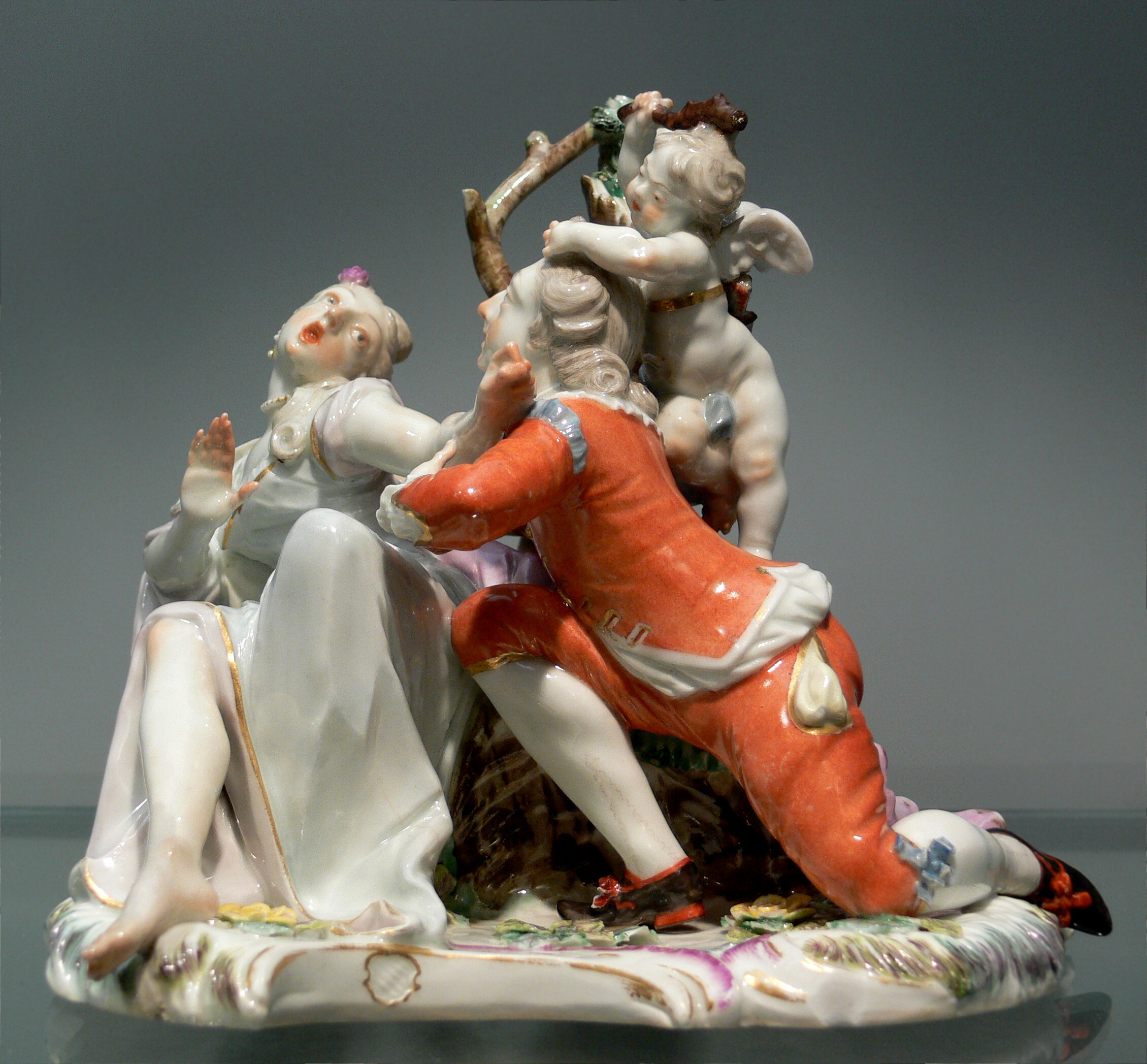
Любовная группа с бурным кавалером. Ок. 1756. Фарфор, роспись. Нимфенбург. Модель Ф. А. Бустелли

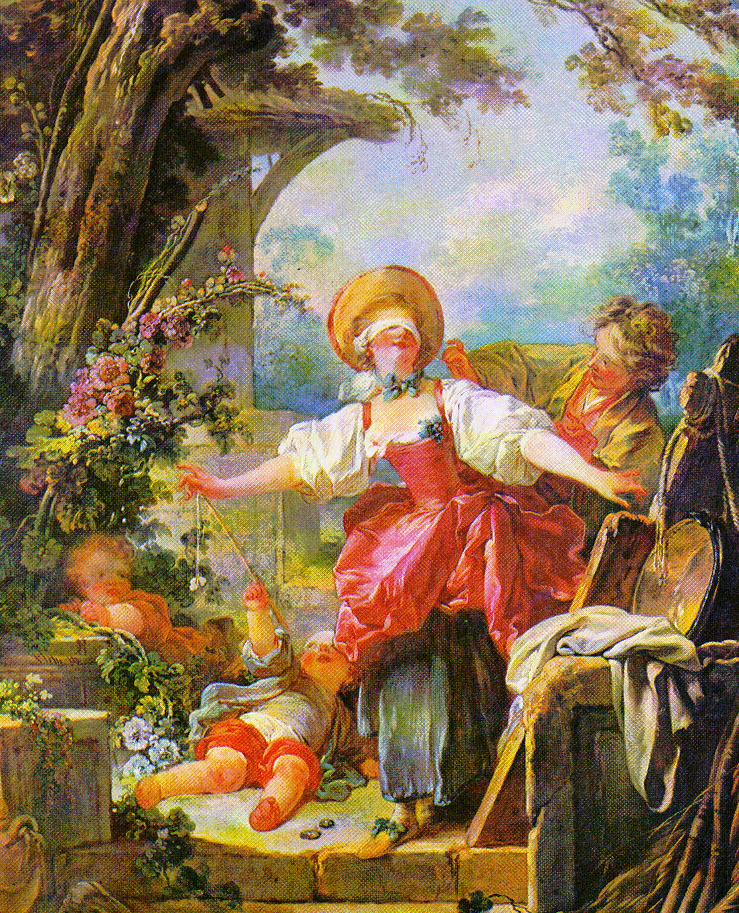
Ж.-О. Фрагонар. Жмурки. Ок. 1750 г. Музей искусств Толидо, США

Название жанра возникло в связи с творчеством выдающегося французского художника периода регентства Антуана Ватто, представившего для баллотирования в полные члены Королевской академии живописи и скульптуры конкурсную картину под условным названием «Паломничество на остров Киферу» (1717). В традиционной системе жанров академического искусства отсутствовали подобные темы, но для Ватто, уже снискавшего славу и популярность в аристократических кругах, сделали исключение. Ватто был принят в Академию как художник «Галантных празднеств» фр. Fêtes galantes).
Картины в жанре «Галантные празднества» обычно посвящены изображению светских развлечений: концертов, танцев, музицированию на лоне природы, прогулкам изящных кавалеров и дам в живописных садах и парках. Основная тема: чувства и настроения. «Они разнообразны, но вместе с тем еле уловимы, чуть намечены. Тут и наслаждение музыкой, поэзией и более интимные эмоции — зарождение склонности, нежность, ревность, разочарование, кокетство».

## Происхождение жанра
Как это часто бывает в истории искусства, содержание предмета шире его названия. Появление произведений в жанре «галантных сцен» можно отнести к искусству Франции 1710-х — 1720-х годов. После смерти короля Людовика XIV в 1715 году правление государством перешло к герцогу Филиппу Орлеанскому, председателю Регентского совета при малолетнем Людовике XV. По историческим меркам период Регентства был краток (1715—1723), но за это короткое время сформировался оригинальный художественный стиль, так называемый «стиль Регентства», переходный от классицизма к рококо.
Помпезные празднества эпохи «Большого стиля» Людовика XIV сменились камерными формами придворного искусства. Филипп Орлеанский перенёс свою резиденцию из Версаля в Париж. Центром общественной и политической жизни герцог сделал Пале-Рояль, расположенный в центре Парижа, напротив Лувра. Новый художественный стиль складывался постепенно в зыбкой атмосфере между прошедшим, блистательным для Франции семнадцатым столетием и сулившим неуверенность восемнадцатым.
Художественная жизнь также переместилась из Версаля в Париж, но не в парадные резиденции, а в частные особняки — отели, небольшие гостиные и аристократические салоны. В идеологии искусства происходил поворот от помпезной героики к интимным чувствам, от нормативности придворного этикета к некоторой свободе индивидуализма, нравам замкнутого аристократического общества, кружков «любителей изящного» и эстетике будуаров. В моду вошли сюжеты: «Галантные празднества», «Общество в парке», «Урок любви», «Капризница», «Вечерние развлечения» — характерные названия картин Антуана Ватто, проникнутых тихим, элегическим настроением. «Это лёгкая танцевальная музыка, написанная красками», — восторженно писал про картины Ватто немецкий романтик В. Г. Вакенродер.
Однако А. С. Пушкин характеризовал эту эпоху весьма критично:

По свидетельству всех исторических записок ничто не могло сравниться с вольным легкомыслием, безумством и роскошью французов того времени. Последние годы царствования Людовика XIV, ознаменованные строгой набожностию двора, важностию и приличием, не оставили никаких следов. Герцог Орлеанский, соединяя многие блестящие качества с пороками всякого рода, к несчастию, не имел и тени лицемерия. Оргии Пале-Рояля не были тайною для Парижа; пример был заразителен… Алчность к деньгам соединилась с жаждою наслаждений и рассеянности; имения исчезали; нравственность гибла; французы смеялись и рассчитывали, и государство распадалось под игривые припевы сатирических водевилей.

## Особенности жанра
Литературными источниками жанра «галантных сцен» служила куртуазная французская поэзия, античные буколики, переиначенные на французский лад. Это может быть беседа в парке, флирт, игра, прогулка. Галантная сцена всегда изображает непринуждённое общение с эротическим подтекстом или идиллическим настроением. Герои картин, как и природа, на фоне которой разворачивается неспешное действие, всегда красивы и гармоничны. У изображаемых художниками персонажей, как правило, нет реальных прототипов: это не портреты конкретных лиц, а всего лишь отвлечённые образы, столь же неопределённые, как и сюжеты. К галантным сценам в XVIII веке относили и так называемые пасторали: нарядные пасту́шки в бальных платьях по моде своего времени принимают ухаживания от таких же утончённых «пастухов».
Фривольность и эротизм были присущи аристократическому мироощущению Галантного Века. Поэтому «Галантные сцены», как и в целом искусство эпохи регентства и рококо, подвергались суровой критике со стороны философов Просвещения. Жан-Франсуа Мармонтель полагал, что «Буше не видел подлинной грации». Дени Дидро, отдавая должное мастерству художника, колористическим и композиционным достоинствам его картин, весьма противоречиво писал, что «галантные» картины Франсуа Буше — изящны, однако, «лживы и лишены вкуса». «У этого человека есть всё, кроме правды… Невольно спрашиваешь себя: где же можно узреть пастушков, одетых столь роскошно и элегантно?.. Какое нелепое и крикливое нагромождение всякой всячины! Чувствуешь всю его бессмысленность и всё же не можешь оторвать глаз от картины… Его изящество, его жеманство, его романтическая галантность, его кокетство, его вкус, его легковесность, его разнообразие, его яркость, его искусственный румянец, его распущенность не могут не пленить щёголей, щеголих, юношей, светских людей — словом, целые толпы тех, кому чужды подлинный вкус, правда, серьёзные мысли, строгое искусство».

## Художники-живописцы, работавшие в жанре «галантных сцен»
- Франсуа Буше
- Антуан Ватто
- Морис Кантен де Латур
- Никола де Ларжильер
- Жан-Марк Натье
- Жан-Франсуа де Труа
- Жан-Оноре Фрагонар

## Галантные сцены в декоративно-прикладном искусстве

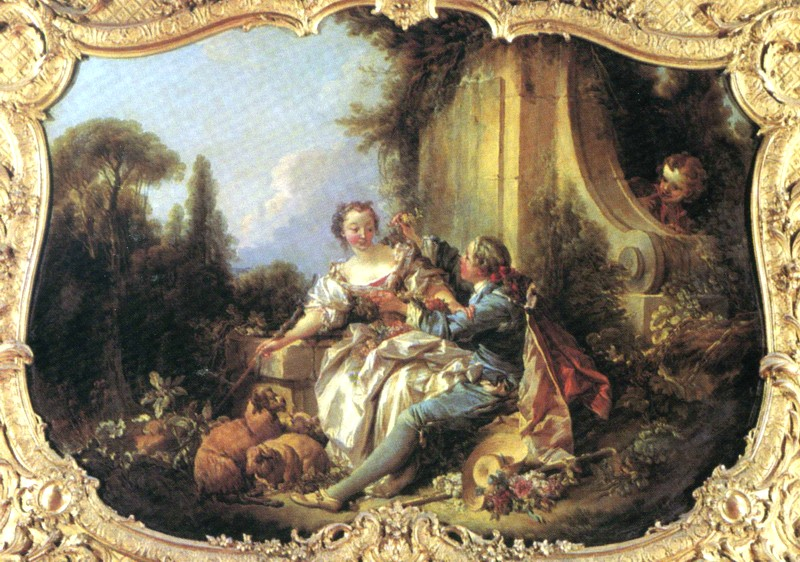
Ф. Буше. Галантный пастух. 1738. Роспись падуги. Отель де Субиз, Париж

XVIII век — эпоха ярких, изящных багателей (безделушек), украшавших аристократические салоны, гостиные и будуары. Знаменитые художники — Ф. Буше и Ж.-О. Фрагонар — не гнушались расписывать каминные экраны, веера, делали эскизы мужских костюмов и женских платьев. Буше расписывал кареты и портшезы, создавал картоны для декоративных шпалер. В эту эпоху «малые формы» искусства не считали второстепенными. Даже напротив, подчас они становились главными. Лишь позднее, в XIX столетии, в академическом искусстве стали признавать «достойными» лишь «высокие жанры» живописи и скульптуры.
В архитектуре росписи в жанре галантных сцен украшали плафоны, падуги и десюдепорты.
Ф. Буше и Э. М. Фальконе работали скульпторами-модельерами на знаменитой фарфоровой мануфактуре в Севре. На Майсенской фарфоровой мануфактуре выдающимся скульптором-модельером был И. И. Кендлер, создавший много произведений в стиле рококо и жанре галантных сюжетов. На мануфактуре в Нимфенбурге мастером галантных сюжетов был скульптор-модельер Франц Антон Бустелли. Сцены ухаживания кавалеров за дамами, соблазнения и игры часто совмещали с традиционными для искусства рококо темами и персонажами: Комедия дель арте, шинуазри (китайские мотивы) и сенжери («обезьяньи концерты»).

## Галантные сцены в творчестве русского художника К. А. Сомова
Одной из характерных особенностей творчества художников объединения «Мир искусства» является пиетет к XVIII веку и интерес к художественным образам эпохи рококо. Константин Андреевич Сомов, один из самых ярких художников «мирискусников», создавал неподражаемые галантные сцены в графике, живописи и фарфоре. Наиболее знаменита «Книга маркизы» — антология фривольных текстов французского XVIII века с эротическими иллюстрациями в разных вариантах: пером, в том числе раскрашенными от руки, или выполненные в технике офорта с раскраской акварелью. «Книга маркизы» издавалась дважды — в 1908 и в 1918 годах, причём издание 1918 года было дополнено эротическими сюжетами, не вошедшими в первое издание. А. Н. Бенуа так писал об этой работе: «Вся соль в том, что к изображению старины в старинных формах он привносит нечто такое, чего не встретишь в старинных литографиях и альбомах».
Помимо «Книги маркизы» К. А. Сомов создавал живописные произведения в «галантном жанре» как на современные темы, так и стилизации под XVIII век. Это — «Арлекин и дама» («Фейерверк»), «Зима. Каток», «Юноша на коленях перед дамой» и знаменитый «Язычок Коломбины».

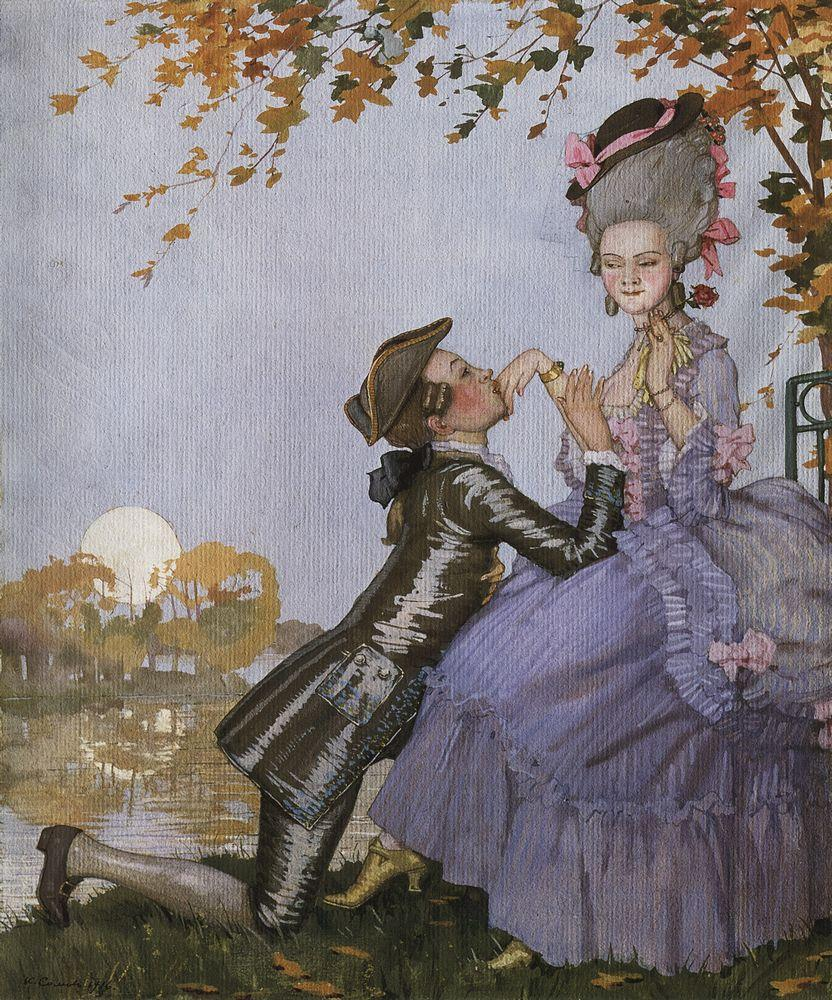
К. А. Сомов. Юноша на коленях перед дамой. 1916. Гуашь, картон. Частное собрание
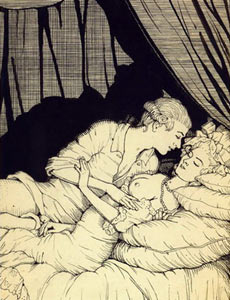
К. А. Сомов Иллюстрация к «Книге маркизы»
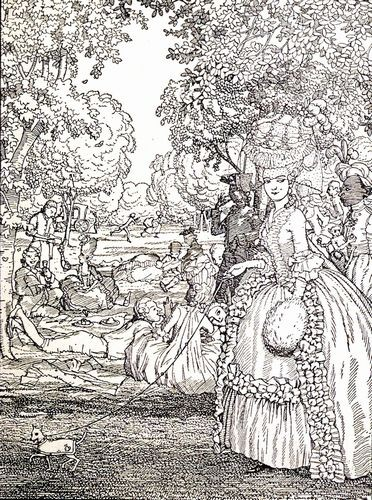
Иллюстрация к «Книге маркизы»
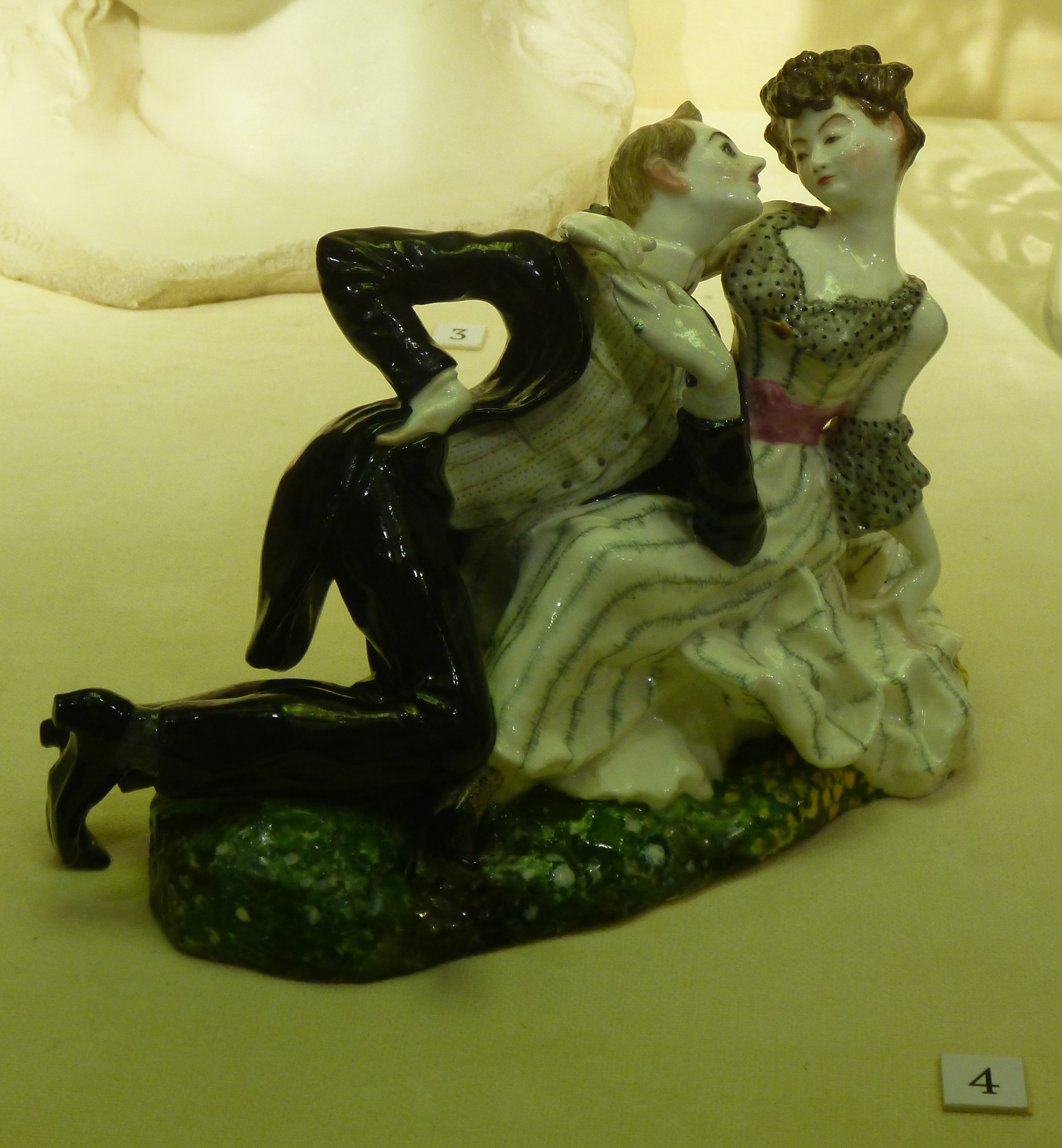
К. А. Сомов. Влюблённые. 1905. Императорский фарфоровый завод